# Helen Varcoe
Helen Varcoe (n. 18 februarie 1907, Greater London, Anglia, Regatul Unit al Marii Britanii și Irlandei – d. 7 mai 1995, Truro, Anglia, Regatul Unit) a fost o înotătoare ce a reprezentat Regatul Unit al Marii Britanii și al Irlandei de Nord, medaliată olimpică. A participat la o ediție a Jocurilor Olimpice (1932) în care a câștigat două medalii de bronz.